# Palisades Tartan
Palisades Tartan je britsko-americká firma, specializující se na filmovou distribuci. Vznikla v roce 1984 pod názvem Tartan Films v Anglii, kde ji založil Hamish McAlpine. Později vznikly americké pobočky Tartan USA a Tartan Video. Východoasijské filmy byly distribuovány pod značkou Tartan Asia Extreme. V roce 2008 původní společnost zkrachovala. Téhož roku získala práva na její filmy americká firma Palisades Media Group a od té doby společnost působí pod názvem Palisades Tartan.